# ترتور أعلى (إب)

تعديل مصدري - تعديل

ترتور اعلى  إحدى حارات مدينة القاعدة بمحافظة إب، بلغ تعداد سكانها 1495 نسمة حسب تعداد اليمن لعام 2004.